# Новиков, Валерий Иванович
Вале́рий Ива́нович Но́виков (род. 1 ноября 1957, Москва) — советский футболист, вратарь. Победитель молодёжного чемпионата Европы 1980. Мастер спорта международного класса. Известен по своим выступлениям за московские клубы «Локомотив» и ЦСКА. За сборную СССР провёл три матча, в том числе один за олимпийскую сборную.

## Биография

### Клубная карьера
Воспитанник футбольной школы «Смена» (Москва). Начал карьеру в московском «Локомотиве», дебютировал в весеннем чемпионате 1976 года, всего в том первенстве он провёл два матча, в которых пропустил один гол. В «Локомотиве» Новиков провёл три сезона. В межсезонье 1978 года присоединился к московскому ЦСКА. Через два года стал основным вратарём армейцев. За десять сезонов в ЦСКА провёл 270 матчей, в которых пропустил 291 гол. После сезона 1987 года Новиков, потерявший место в основе, решил продолжить карьеру в Чехословакии, выступая в первенстве Вооруженных сил, где и завершил карьеру футболиста.

### Карьера в сборной
В составе молодёжной сборной СССР в 1980 году стал победителем чемпионата Европы. За основную сборную СССР провёл два матча, в которых пропустил один гол. Дебютировал 5 апреля 1979 года в матче против сборной Финляндии. Последний матч за сборную провёл 19 августа 1984 года против сборной Мексики. Также провёл один матч за олимпийскую команду СССР.

## Достижения

### Личные
- Мастер спорта с 1976 года.
- Мастер спорта международного класса с 1980 года.

### Командные
- Победитель юношеского турнира УЕФА: 1976
- Победитель молодёжного чемпионата Европы: 1980
- Победитель первой лиги СССР: 1986